# Autopista A2 (Suiza)

Identificación de la autopista A2

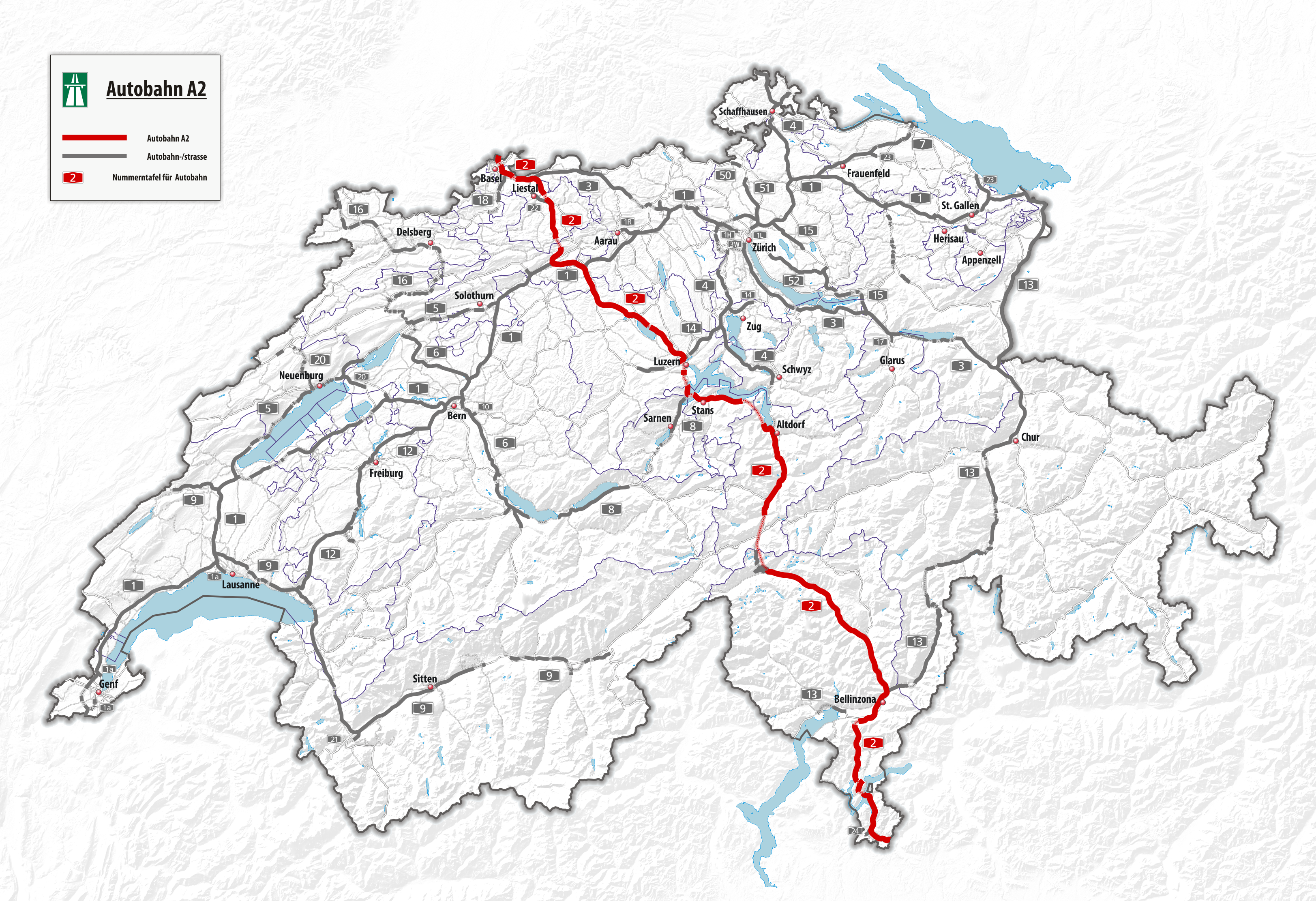
La autopista A2 en Suiza

La A2 (también conocida como Autopista del Gotardo) es una autopista en Suiza. Forma el principal eje norte-sur de Suiza desde Basilea hasta Chiasso, cruzando los Alpes. Inaugurada en 1955 bajo el nombre "carretera Lucerna-sur", esta es una de las autopistas más transitadas de Suiza. Además, es parte de la ruta europea E35.
El túnel de San Gotardo se encuentra en el corazón de la autopista y constituye su punto culminante. Con una elevación máxima de 1.175 metros en el punto más alto del túnel, la autopista A2 tiene la elevación máxima más baja de todas las carreteras directas de norte a sur a través de los Alpes. Los atascos de tráfico que se extienden a lo largo de kilómetros se encuentran con frecuencia en ambas entradas del túnel, pero con mayor frecuencia en el flanco norte. La dificultad de conducir por el túnel de San Gotardo es que se trata de un túnel de autopista con un carril por sentido, pero sin reserva central. Hasta ahora, el gobierno suizo ha decidido convertir el segundo túnel en un túnel de carretera completo para permitir la reconstrucción necesaria del primer túnel de carretera. Una vez que se terminen las obras en el primer túnel, el gobierno suizo planea operar un solo carril en cada túnel (tráfico en dirección norte en el túnel recién construido, tráfico en dirección sur en el renovado) para mantener la capacidad total del túnel actual, de conformidad con la norma constitucional suiza que prohíbe un mayor crecimiento de la capacidad de tráfico a través de los Alpes.